# Football Inter Club Association
Football Inter Club Association is een Haïtiaanse voetbalclub uit Cap-Haïtien. De club werd opgericht op 17 oktober 1972. De club speelt anno 2021 in Ligue Haïtienne.

## Erelijst
- Ligue Haïtienne (7x) : 1989, 1990, 1994, 1998, 2001, 2015, 2016